# Welbeck Street car park

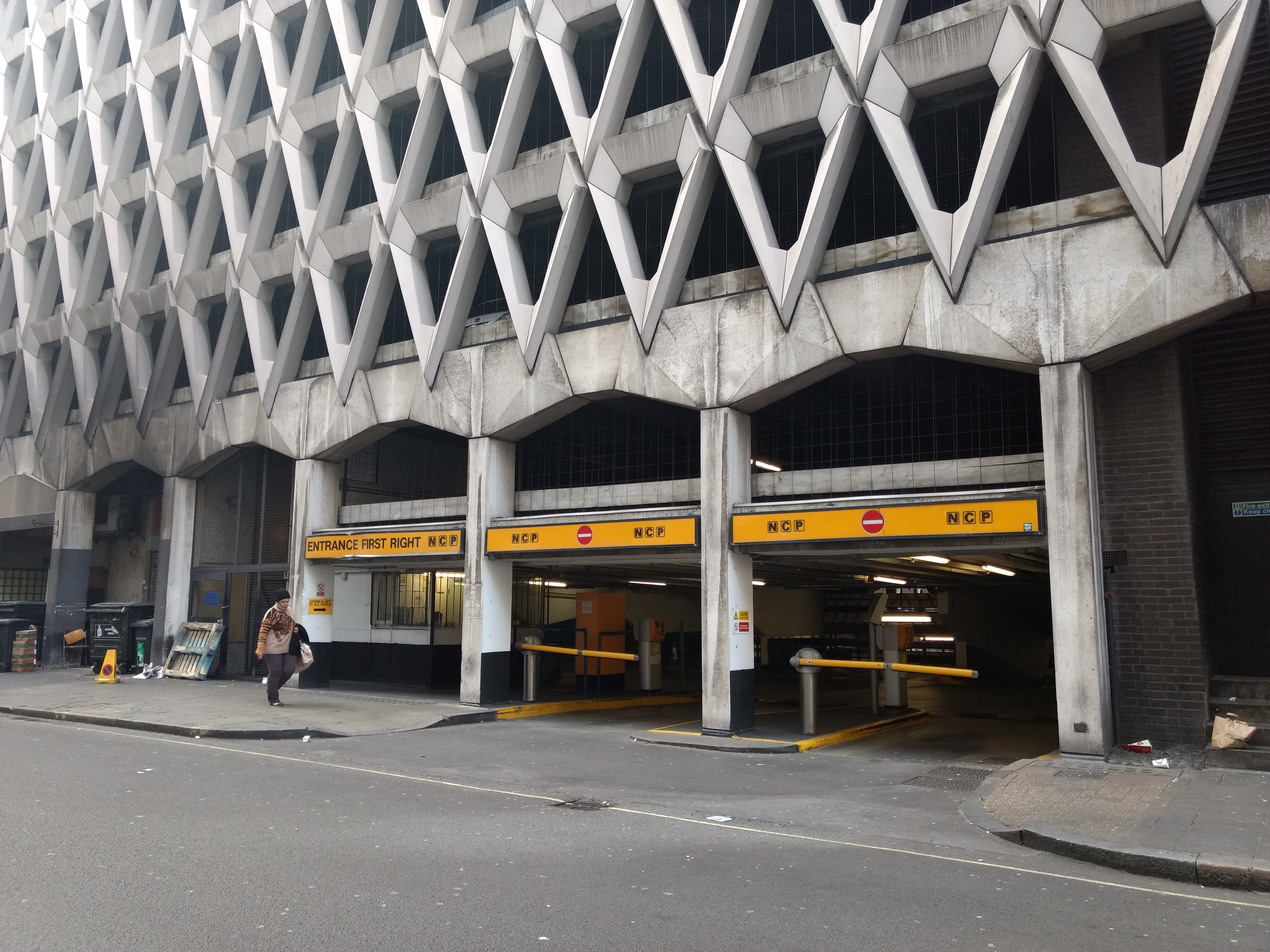
Vjezd do garáží.

Welbeck Street car park jsou garáže pro osobní automobily, které se nacházejí v britské metropoli Londýně, v lokalitě Marylebone. Představují ukázku britského brutalismu, především díky nápadné fasádě tvořené opakujícími se polygonálními betonovými bloky.
Garáže navrhla architektonická společnost Micahel Blampied and Partners. Stavba byla dokončena v roce 1970. Potřeba výstavby patrových garáží v této lokalitě byla dána především díky nedalekému obchodnímu domu Debenhams. Ve své době byla podoba garáží pozitivně hodnocena některými časopisy zabývajícími se architekturou.
V roce 2006 byly prodány společnosti Shiva Hotels. V současné době hrozí unikátní stavbě[zdroj?] demolice; řízení o zapsání stavby za kulturní památku dopadlo neúspěšně. 
Vzhledem k atraktivitě pozemku existuje zájem zde vybudovat obytné bloky domů. V roce 2017 byla demolice schválena městem Westminster, výslednou stavbou, která zde má vyrůst, bude hotel.